# The In Sound
| Recensione | Giudizio |
| ---------- | -------- |
| AllMusic   |          |

The In Sound è un album di Gary McFarland, pubblicato dalla casa discografica Verve Records nel novembre del 1965 .

## Tracce

### LP
Lato A
Musiche di Gary McFarland, eccetto dove indicato.
1. The Moment of Truth (from the Motion Picture) – 4:07 (musica: Piero Piccioni) – Registrato il 3 agosto 1965
2. Bloop Bleep – 2:15 (musica: Frank Loesser) – Registrato il 3 agosto 1965
3. The Hills of Verdugo – 3:52 – Registrato il 3 agosto 1965
4. Over Easy – 3:05 – Registrato il 3 agosto 1965
5. Here I Am (From the "What's New Pussycat?") – 2:10 (testo: Hal David – musica: Burt Bacharach) – Registrato il 2 agosto 1965

Lato B
Musiche di Gary McFarland, eccetto dove indicato.
1. Fried Bananas – 4:30 – Registrato il 3 agosto 1965
2. The Sting of the Bee (from the Film "Go, Go, Go World") – 3:50 (testo: Alan Brandt – musica: Nino Oliviero, Bruno Nicolai) – Registrato il 3 agosto 1965
3. Wine and Bread – 3:10 – Registrato il 3 agosto 1965
4. I Concentrate on You – 2:50 (Cole Porter) – Registrato il 2 agosto 1965
5. (I Can't Get No) Satisfaction – 2:00 (Mick Jagger, Keith Richards) – Registrato il 2 agosto 1965

- La data di registrazione dei brani sopra indicati al 3 agosto 1965 sono sull'album originale (probabilmente erroneamente) riportate al 31 agosto 1965

## Musicisti
- Gary McFarland – vibrafono, arrangiamenti
- Bob Brookmeyer – trombone
- Kenny Burrell – chitarra
- Gabor Szabo – chitarra
- Bob Bushnell – contrabbasso
- Richard Davis – contrabbasso
- Candido – bongos, congas
- Sol Gubin – batteria
- Grady Tate – batteria
- Willie Rodriguez – percussioni
- Joe Venuto – percussioni
- Spencer Sinatra – flauto, sassofono alto
- Sadao Watanabe – flauto, sassofono tenore

Note aggiuntive
- Creed Taylor – produttore
- Registrazioni effettuate il 2 e 31 (3) agosto 1965 al Van Gelder Studio di Englewood Cliffs, New Jersey (Stati Uniti)
- Rudy Van Gelder – ingegnere delle registrazioni
- Val Valentine – direttore delle registrazioni
- Win Bruder – design copertina album originale
- Peter Shulman – illustrazione copertina frontale album originale
- Felix Grant – note retrocopertina album originale [3]